# Léon Mougeot
Pour les articles homonymes, voir Mougeot.
Léon Paul Gabriel Mougeot est un avocat et un homme politique français, né le 10 novembre 1857 à Montigny-le-Roi (Haute-Marne) et décédé le 25 octobre 1928 à Rochevilliers, un hameau de Villiers-sur-Suize (Haute-Marne), ancien député radical, ministre et sénateur.

## Biographie
Il est député de la Haute-Marne de 1893 à 1908, au cours de quatre mandats successifs. Au cours de cette période, il participe à plusieurs gouvernements.
Il est sous-secrétaire d'État aux Postes et Télégraphes du 5 juillet 1898 au 7 juin 1902 dans les gouvernements Henri Brisson (2), Charles Dupuy (4), Charles Dupuy (5) et Pierre Waldeck-Rousseau. À ce poste, il essaie de moderniser le système postal français. Le réseau des boîtes aux lettres est rénové : par un décret de 1899, il impose le modèle vert-bronze (peint en bleu en 1905) du fondeur Savana Delachanal qui permet au facteur-releveur de signaler l'avancement des tournées quotidiennes. Ces nouvelles boîtes ont été surnommées les « mougeottes »,. En 1900 et 1902, il encourage par des indemnités l'achat et l'entretien de bicyclette par les facteurs dont la tournée est longue.

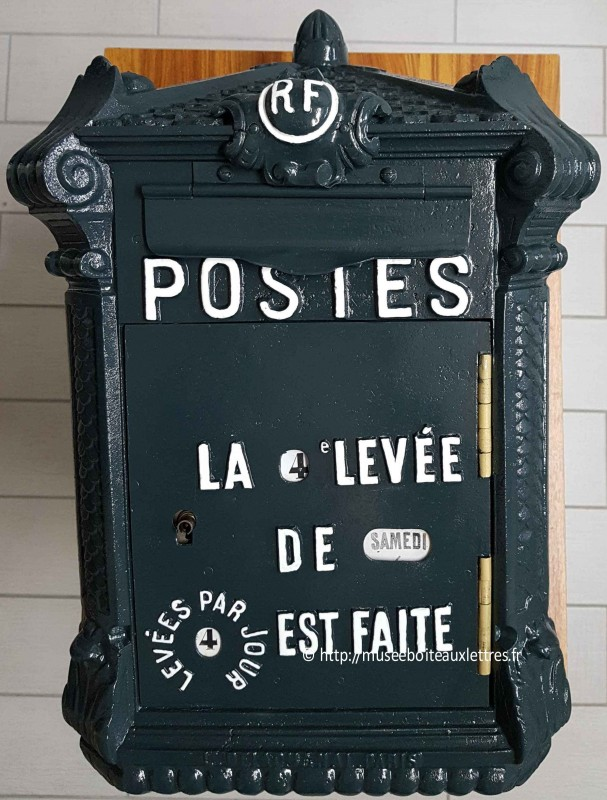
Boite aux lettre dite La Mougeotte.

Il est ministre de l'Agriculture du 7 juin 1902 au 18 janvier 1905 dans le gouvernement Émile Combes, puis sénateur de la Haute-Marne de 1908 à 1920. Il est président du Conseil général de la Haute-Marne de 1906 à 1920.
Il s'enrichit et devient grand propriétaire colonial en Tunisie où on le surnomme « le seigneur Mougeot ».
Léon Mougeot appartenait à la franc-maçonnerie.